# Lio Tipton
Lio Tipton, nata Analeigh Christian Tipton (Minneapolis, 9 novembre 1988), è un'attrice e modella statunitense.

## Carriera
Debutta come modella professionista nel 2006 e come attrice nel 2008: promossa dall'agenzia di moda statunitense Ford Models, diventa famosa dopo essersi classificata al terzo posto nell'undicesima edizione del programma televisivo America's Next Top Model nel 2008.
Raggiunge la notorietà internazionale nel 2011, grazie ai film Crazy, Stupid, Love di Glenn Ficarra e John Requa e The Green Hornet di Michel Gondry.

## Vita privata
Il 3 giugno 2021 Tipton, alla quale alla nascita era stato assegnato il genere femminile, ha annunciato di essere una persona queer, pansessuale e di identità non binaria, e che per definirsi intende usare i pronomi they e them in forma singolare.

## Filmografia

### Cinema
- The Green Hornet, regia di Michel Gondry (2011)
- Crazy, Stupid, Love, regia di Glenn Ficarra e John Requa (2011)
- Damsels in Distress - Ragazze allo sbando (Damsels in Distress), regia di Whit Stillman (2011)
- Buttwhistle, regia di Tenney Fairchild (2012)
- Warm Bodies, regia di Jonathan Levine (2013)
- 4 Minute Mile, regia di Charles-Olivier Michaud (2014)
- Appuntamento con l'amore (Two Night Stand), regia di Max Nichols (2014)
- Lucy, regia di Luc Besson (2014)
- Mississippi Grind, regia di Ryan Fleck & Anna Boden (2015)
- Viral, regia di Henry Joost (2016)
- In Dubious Battle - Il coraggio degli ultimi (In Dubious Battle), regia di James Franco (2016)
- Compulsion, regia di Craig Goodwill (2016)
- Suocero scatenato (All Nighter), regia di Gavin Wiesen (2017)
- Colpi d'amore (Love Hurts), regia di Jonathan Eusebio (2025)

### Cortometraggi
- The Dark Lord's Lament (2008)

### Televisione
- Manhattan Love Story - serie TV, 11 episodi (2014)
- The Big Bang Theory - serie TV, episodio 2x07 (2008) e 9x08 (2015)
- Limitless - serie TV, episodio 1x03 (2015)
- A Friend of the Family – miniserie TV, 9 puntate (2022)
- The Edge of Sleep - serie TV, 6 puntate (2024)

## Doppiatrici italiane
Nelle versioni in italiano delle opere in cui ha recitato, Lio Tipton è stata doppiata da:
- Joy Saltarelli in Crazy, Stupid, Love, Limitless, Suocero scatenato
- Benedetta Ponticelli in Hung - Ragazzo squillo, Colpi d'amore
- Valentina Favazza in Damless in Distress - Ragazze allo sbando
- Giulia Catania in In Dubious Battle - Il coraggio degli ultimi
- Letizia Ciampa in Appuntamento con l'amore
- Chiara Oliviero in A Friend of the Family
- Veronica Puccio in Warm Bodies
- Domitilla D'Amico in Lucy